# サマリウムコバルト磁石
サマリウムコバルト磁石（サマリウムコバルトじしゃく、samarium-cobalt magnet）は、サマリウムとコバルトで構成されている希土類磁石（レアアース磁石）である。サマコバ磁石と略されることもある。組成比の異なる SmCo5（1-5系）とSm2Co17（2-17系）がある。硬度が低いためにもろい。1970年代前半に開発された。
最も強いネオジム磁石に次ぐ磁力を持つ。ネオジム磁石の方が性能がよいが、磁性がなくなる温度であるキュリー温度がサマリウムコバルト磁石の方が700度 - 800度と非常に高く、最大で摂氏350度程度までの環境でも使用できるため、高温での用途で用いられる。
水分が十分に飛んでいて表面が研磨されている状態であれば、低い温度で発火することがあるため火災に注意する必要がある。

## 属性
- 強い磁力（サイズが大きいほど磁力は強い）
- 高い耐腐食性
- 良好な温度特性（最大使用可能温度は摂氏250度から350度、キュリー温度は700度から800度）
- 密度 : 8.4g/cm3
- 抵抗率 : 0.8×10-4Ω·cm
- 熱膨張率（垂直方向） : 12.5 µm/(m·K)